# Requiem for the Indifferent World Tour
Requiem for the Indifferent World Tour es la quinta gira musical y la tercera mundialmente de la banda de metal sinfónico Epica en promoción de su último trabajo de estudio, Requiem for the Indifferent. Es la primera gira con el bajista Rob van der Loo, en reemplazo a Yves Huts que abandonó la banda días después del lanzamiento del álbum. A diferencia de la gira de Design Your Universe que contó con más de 200 conciertos, esta es más corta aunque aún se siguen agregando fechas, como las que la banda confirmó en Australia y en Asia en abril de 2013.
Recientemente la banda confirmó su participación en el Hell and Heaven Festival en mayo, como un show exclusivo para México, en la ciudad de Guadalajara.
También la banda confirmó su primera vez en Indonesia en el Hammersonic Jakarta International Metal Festival en abril y su participación al festival Holandés Paaspop.
El 16 de abril de 2013, Epica confirmó que tocarán en Dubái por primera vez en el Dubai World Trade Center Arena

## Comienzos
La banda había anunciado que el 16 de marzo se haría la presentación pública del álbum en el Club 013 donde la banda dio también su primer concierto, en Holanda, el show fue agotado y fue el último en que participó Yves Huts. Después de dicho concierto la banda confirmó en su página oficial una gira por Europa que pasaría por países como Austria, Alemania, Francia, Portugal, República Checa y muchos más.
Después la banda confirmó una gira por Latinoamérica, pasando por El Salvador, Guatemala, Costa Rica, Colombia, Argentina, Paraguay, Chile, Brasil y México.
Más Tarde confirmó una extensa gira por los Estados Unidos y Canadá.
La gira continuó por Francia, Suiza, Reino Unido. Hasta después pasar por Holanda otra vez donde la banda realizará su 10º aniversario y las últimas fechas confirmadas fueron en Australia, Taiwán y Turquía
Es muy probable que se sigan agregando fechas, por eso aún no se sabe con exactitud cuando finaliza la gira. Ya que Rob Van Der Loo bajista de la banda, expresó en una entrevista que no habrá nuevo disco de Epica hasta 2014.
El concierto en República Checa en el Festival Master of Rock, fue cancelado por el embarazo de Simone Simons.Donde también se anunció que la gira terminaría el 30 de junio en el festival Graspop Metal Meeting de Bélgica.

## Banda soporte
- Europa: Stream of Passion y Xandria

- Norteamérica: Alestorm, System Divide, Insomnium y Blackguard

- Latinoamérica: Bandas locales, de cada país

1. Argentina: Cinnamun Beloved
2. Chile: Six Magics
3. Guatemala: Fortuna Fugaz
4. Uruguay: Nameless
5. Medellín: Adrian Gitarra
6. Costa Rica: Grecco

## Fechas
| Fecha                    | Ciudad               | País                   | Teatro                                           |
| ------------------------ | -------------------- | ---------------------- | ------------------------------------------------ |
| Europa                   |                      |                        |                                                  |
| 16 de marzo de 2012      | Tilburgo             | Países Bajos           | 013                                              |
| 29 de marzo de 2012      | Karlsruhe            | Alemania               | Substage                                         |
| 30 de marzo de 2012      | Andernach            | Alemania               | Juzz Live Club                                   |
| 31 de marzo de 2012      | Hamburgo             | Alemania               | Markthalle                                       |
| 8 de abril de 2012       | Mons                 | Bélgica                | Mons PPM Fest                                    |
| 13 de abril de 2012      | Lyon                 | Francia                | Transbordeur                                     |
| 14 de abril de 2012      | Lausana              | Suiza                  | Les Docks                                        |
| 16 de abril de 2012      | Roma                 | Italia                 | Orion                                            |
| 17 de abril de 2012      | Milán                | Italia                 | Alcatraz                                         |
| 19 de abril de 2012      | Barcelona            | España                 | Razzmatazz                                       |
| 20 de abril de 2012      | Madrid               | España                 | La Riviera                                       |
| 21 de abril de 2012      | Lisboa               | Portugal               | Incrivel Almadense                               |
| 22 de abril de 2012      | Oporto               | Portugal               | Hard Club                                        |
| 24 de abril de 2012      | Toulouse             | Francia                | Bikini                                           |
| 25 de abril de 2012      | Burdeos              | Francia                | Theatre Barbey                                   |
| 27 de abril de 2012      | Pratteln             | Suiza                  | Z7                                               |
| 28 de abril de 2012      | Langen               | Alemania               | Neue Stadthalle Langen                           |
| 29 de abril de 2012      | París                | Francia                | Bataclan                                         |
| 10 de mayo de 2012       | Ciudad de Luxemburgo | Luxemburgo             | Den Atelier                                      |
| 11 de mayo de 2012       | Múnich               | Alemania               | Backstage Werk                                   |
| 12 de mayo de 2012       | Viena                | Austria                | Szene                                            |
| 13 de mayo de 2012       | Budapest             | Hungría                | Club 202                                         |
| 15 de mayo de 2012       | Katowice             | Polonia                | Megaclub                                         |
| 16 de mayo de 2012       | Varsovia             | Polonia                | Progresja                                        |
| 18 de mayo de 2012       | Zlin                 | República Checa        | Masters of Rock                                  |
| 19 de mayo de 2012       | Praga                | República Checa        | Kd Vltavska                                      |
| 20 de mayo de 2012       | Berlín               | Alemania               | Colombia Club                                    |
| 23 de mayo de 2012       | La Haya              | Países Bajos           | Paard van Troje                                  |
| 26 de mayo de 2012       | Atenas               | Grecia                 | Gagarin 205                                      |
| 27 de mayo de 2012       | Salónica             | Grecia                 | Principal                                        |
| Festivales               |                      |                        |                                                  |
| 9 de junio de 2012       | Loreley              | Alemania               | Metal Fest Open Air                              |
| 13 de julio de 2012      | Ballenstedt          | Alemania               | Rock Harz Open Air                               |
| 3 de agosto de 2012      | Enschede             | Países Bajos           | Geuzenpop                                        |
| 5 de agosto de 2012      | Colmar               | Francia                | Foire au Vins de Colmar                          |
| 7 de agosto de 2012      | Rímini               | Italia                 | Velvet                                           |
| 8 de agosto de 2012      | Tolmin               | Eslovenia              | Metal Camp                                       |
| 10 de agosto de 2012     | Sibiu                | Rumania                | ARTmania Festival                                |
| 16 de agosto de 2012     | Dinkelsbühl          | Alemania               | Summer Breeze Open Air                           |
| 18 de agosto de 2012     | Falun                | Suecia                 | Rockstad                                         |
| 14 de septiembre de 2012 | Atlanta              | Estados Unidos         | Progpower USA                                    |
| Latinoamérica            |                      |                        |                                                  |
| 16 de septiembre de 2012 | San Salvador         | El Salvador            | CIFCO                                            |
| 18 de septiembre de 2012 | Ciudad de Guatemala  | Guatemala              | Salón Porvenir de los Obreros                    |
| 19 de septiembre de 2012 | San José             | Costa Rica             | Pepper's Club                                    |
| 21 de septiembre de 2012 | Medellín             | Colombia               | Teatro Universidad de Medellín                   |
| 22 de septiembre de 2012 | Bogotá               | Colombia               | Downtown Majestic                                |
| América del Sur          |                      |                        |                                                  |
| 25 de septiembre de 2012 | Buenos Aires         | Argentina              | Teatro Flores                                    |
| 26 de septiembre de 2012 | Santiago de Chile    | Chile                  | Teatro Caupolicán                                |
| 28 de septiembre de 2012 | Sao Paulo            | Brasil                 | Via Funchal                                      |
| 29 de septiembre de 2012 | Río de Janeiro       | Brasil                 | Fundicao Progresso                               |
| 30 de septiembre de 2012 | Porto Alegre         | Brasil                 | Opiniao Bar                                      |
| 2 de octubre de 2012     | Montevideo           | Uruguay                | Teatro Plaza                                     |
| 3 de octubre de 2012     | Asunción             | Paraguay               | Teatro del BCP                                   |
| México                   |                      |                        |                                                  |
| 5 de octubre de 2012     | Ciudad de México     | México                 | Auditorio Blackberry                             |
| Europa 2                 |                      |                        |                                                  |
| 12 de octubre de 2012    | Zaandam              | Países Bajos           | Kade Sporthal                                    |
| 21 de octubre de 2012    | Wieze                | Bélgica                | Metal Female Voices Fest                         |
| América del Norte        |                      |                        |                                                  |
| 23 de octubre de 2012    | Washington D. C.     | Estados Unidos         | Howard Theater                                   |
| 25 de octubre de 2012    | Filadelfia           | Estados Unidos         | Trocadero                                        |
| 26 de octubre de 2012    | Nueva York           | Estados Unidos         | Irving Plaza                                     |
| 27 de octubre de 2012    | Worcester            | Estados Unidos         | Palladium                                        |
| 29 de octubre de 2012    | Ciudad de Quebec     | Canadá                 | Imperial                                         |
| 30 de octubre de 2012    | Montreal             | Canadá                 | Metropolis                                       |
| 31 de octubre de 2012    | Toronto              | Canadá                 | Opera House                                      |
| 2 de noviembre de 2012   | Cleveland            | Estados Unidos         | Peabodys                                         |
| 3 de noviembre de 2012   | Pittsburgh           | Estados Unidos         | Altar Bar                                        |
| 4 de noviembre de 2012   | Joliet               | Estados Unidos         | Mojoes                                           |
| 5 de noviembre de 2012   | St. Paul             | Estados Unidos         | Station 4                                        |
| 7 de noviembre de 2012   | Denver               | Estados Unidos         | Bluebird Theater                                 |
| 8 de noviembre de 2012   | Salt Lake City       | Estados Unidos         | Complex                                          |
| 10 de noviembre de 2012  | Vancouver            | Canadá                 | FIvesixty                                        |
| 11 de noviembre de 2012  | Seattle              | Estados Unidos         | El Corazón                                       |
| 12 de noviembre de 2012  | Portland             | Estados Unidos         | Hawthorne Theater                                |
| 14 de noviembre de 2012  | San Francisco        | Estados Unidos         | Regency Ballroom                                 |
| 15 de noviembre de 2012  | San Diego            | Estados Unidos         | House of Blues                                   |
| 16 de noviembre de 2012  | Los Ángeles          | Estados Unidos         | House of Blues                                   |
| 17 de noviembre de 2012  | Tampa                | Estados Unidos         | Marquee Theater                                  |
| 19 de noviembre de 2012  | Dallas               | Estados Unidos         | Trees                                            |
| 20 de noviembre de 2012  | Houston              | Estados Unidos         | Scout Bar                                        |
| 21 de noviembre de 2012  | San Antonio          | Estados Unidos         | Backstage Live                                   |
| 23 de noviembre de 2012  | Louisville           | Estados Unidos         | Headliners                                       |
| 24 de noviembre de 2012  | Baltimore MD         | Estados Unidos         | Soundstage                                       |
| Europa 3                 |                      |                        |                                                  |
| 7 de diciembre de 2012   | Berna                | Suiza                  | Metal Christmas Festival                         |
| 8 de diciembre de 2012   | Lille                | Francia                | Le Splendid                                      |
| 9 de diciembre de 2012   | París                | Francia                | Bataclan                                         |
| 11 de diciembre de 2012  | Nottingham           | Reino Unido            | Rescue Rooms                                     |
| 12 de diciembre de 2012  | Sheffield            | Reino Unido            | Corporation                                      |
| 14 de diciembre de 2012  | Newcastle            | Reino Unido            | Academy 2                                        |
| 15 de diciembre de 2012  | Glasgow              | Reino Unido            | Classic Grand                                    |
| 16 de diciembre de 2012  | Mánchester           | Reino Unido            | Ritz                                             |
| 18 de diciembre de 2012  | Wolverhampton        | Reino Unido            | Robin 2                                          |
| 19 de diciembre de 2012  | Londres              | Reino Unido            | Electric Ballroom                                |
| Asia                     |                      |                        |                                                  |
| 23 de febrero de 2013    | Estambul             | Turquía                | Refresh the Venue                                |
| 24 de febrero de 2013    | Ankara               | Turquía                | Jolly Joker                                      |
| Aniversario "Retrospect" |                      |                        |                                                  |
| 23 de marzo de 2013      | Eindhoven            | Países Bajos           | Klokgebouw                                       |
| Europa 4"                |                      |                        |                                                  |
| 30 de marzo de 2013      | Schijndel            | Países Bajos           | Paaspop                                          |
| Asia 2                   |                      |                        |                                                  |
| 11 de abril de 2013      | Pekín                | República de China     | Yu Gong Live House                               |
| 13 de abril de 2013      | Shanghái             | República de China     | Mao Live House                                   |
| 14 de abril de 2013      | Taipéi               | Taiwán                 | Y17 Young Party Love House                       |
| Australia                |                      |                        |                                                  |
| 17 de abril de 2013      | Brisbane             | Australia              | Hi Fi                                            |
| 19 de abril de 2013      | Sídney               | Australia              | Metro Theatre                                    |
| 21 de abril de 2013      | Melbourne            | Australia              | Billboard the Venue                              |
| 23 de abril de 2013      | Perth                | Australia              | Capitol                                          |
| Asia 3                   |                      |                        |                                                  |
| 27 de abril de 2013      | Yakarta              | Indonesia              | Hammersonic Jakarta International Metal Festival |
| Latinoamérica 2          |                      |                        |                                                  |
| 18 de mayo de 2013       | Guadalajara          | México                 | Hell and Heaven Festival                         |
| Europa 5                 |                      |                        |                                                  |
| 30 de mayo de 2013       | Helsinki             | Finlandia              | Nosturi                                          |
| 31 de mayo de 2013       | Minsk                | Bielorrusia            | Republic Club                                    |
| 2 de junio de 2013       | Moscú                | Rusia                  | Moskow Hall                                      |
| Asia 4                   |                      |                        |                                                  |
| 7 de junio de 2013       | Dubái                | Emiratos Árabes Unidos | Dubai World Trade Center Arena                   |
| Europa 6                 |                      |                        |                                                  |
| 9 de junio de 2013       | Amneville            | Francia                | Sonisphere                                       |
| 30 de junio de 2013      | Dessel               | Bélgica                | Graspop Metal Meeting                            |
| 14 de julio de 2013      | Vizovice             | República Checa        | Master of Rock (Cancelado)                       |